# Gudumlund Hovedgård
 For alternative betydninger, se Gudumlund. (Se også artikler, som begynder med Gudumlund)
Gudumlund er en gammel hovedgård, som nævnes første gang i 1345. Gården ligger i Gudum Sogn, Aalborg Kommune i det tidligere Fleskum Herred, Aalborg Amt, Sejlflod Kommune. Hovedbygningen er opført i 1776.
Gudumlund Gods er på 50 hektar.

## Ejere af Gudumlund
- (1345-1354) Johannes Ryning
- (1354-1365) Peder Ludvigsen Eberstein / Margrethe Ludvigsdatter Eberstein
- (1365-1373) Ukendt Ejer
- (1373-1395) Niels Johansen Slet
- (1395-1424) Johannes Nielsen Slet
- (1424-1425) Ida Lydersdatter Holck gift Slet
- (1425-1536) Viborg Domkapitel
- (1536-1573) Kronen
- (1573-1578) Jens Kaas
- (1578) Margrethe Eriksdatter Lange gift (1) Kaas (2) Brahe
- (1578-1615) Knud Brahe
- (1615-1622) Margrethe Eriksdatter Lange gift (1) Kaas (2) Brahe
- (1622-1656) Mogens Kaas
- (1656-1674) Jørgen Mogensen Kaas
- (1674-1708) Wulff von Buchwald
- (1708-1738) Frederik von Buchwald
- (1738-1747) Anne de Lasson gift von Buchwald
- (1747-1753) Peder Mathias von Buchwald
- (1753-1777) Ida Iisebe von Bassewitz gift von Buchwald
- (1777-1798) Friedrich von Buchwald
- (1798-1831) Ernst Heinrich von Schimmelmann
- (1831-1833) Joseph Frederik Carl von Schimmelmann
- (1833-1885) Ernst Conrad Ditlev Carl Joseph von Schimmelmann
- (1885-1922) Carl Gustav Ernst von Schimmelmann
- (1922-1923) Heinrich Ernst von Schimmelmann
- (1923-1924) Statens Jordlovsudvalg
- (1924-1926) Jens Vognsen
- (1926-1938) P. Pedersen
- (1938-1944) M. Kaasgaard
- (1944-1957) Laurits Knudsen
- (1957-1970) Niels Peter Nielsen
- (1970-2001) Henning Larsen Thrane
- (2001-) Christian Larsen Thrane

## Fabriksanlæggene på Gudumlund
Friedrich von Buchwald påbegyndte adskillige store fabriksanlæg ved Gudumlund med en garvefabrik, der fremstillede læder bl.a. til handskefabrikken, som lå ved siden af. I 1778 oprettede han et kalkværk, 1781-82 linnedfabrik og i 1790 et hegleri, der forarbejdede hør, som linnedfabrikken brugte til sine materialer. 
Til linnedfabrikkens brug opførtes et betydeligt antal bygninger – således en bygning med 20 væverstole, et heglehus, et kogehus til blegningen, hvortil en blegeplads på 12 tdr. land, en bolig for vævemesteren og et hus til marketenderi og logi for svendene. 
Fra rejser, som Gudumlunds ejer Friedrich von Buchwald foretog i udlandet i 1778 og 1882 bragte han folk, som skulle indføre nye agerbrugsmetoder og hørdyrkningen på gård og gods. Herved forventede Buchwald at tilvejebringe det nødvendige råmateriale til fabrikken. Dette lykkedes dog ikke, da hørdyrkning i stor stil ikke blev drevet på godsets gårde. 
Heglingen, vævningen og blegningen foregik udelukkende på fabrikken, hvorimod spindingen, i hvert fald delvis, blev udført i hjemmene og i såkaldte spindestuer i landsbyerne. 
Ernst Heinrich von Schimmelmann fortsatte med at anlægge fabrikker: et teglværk i 1799, et glasværk i 1803, derefter saltværk, sæbesyderi og en kemisk fabrik foruden fajancefabrikken. 
I 1803 kom oprettelsen af et pottemagerværksted og senere en fajancefabrik, som i en periode blev bestyret af Eskild Hansen Bech.